# Eksport kooperacyjny
Eksport kooperacyjny – forma eksportu polegająca na współpracy z innymi eksportującymi firmami krajowymi lub zagranicznymi poprzez utworzenie nowego podmiotu. Jest jednym ze sposobów internacjonalizacji przedsiębiorstwa. Kooperacja w ramach współpracy eksportowej może kształtować się zależnie od ustaleń poczynionych przez uczestniczące podmioty. Wiele krajów wprowadziło jednak prawne ograniczenia lub mechanizmy rejestracji kooperantów, mające zapobiegać zmowom cenowym i powstawaniu monopoli, po części zastąpionych w późniejszym czasie poprzez prawo antymonopolowe.

## Współpraca w ramach eksportu kooperacyjnego
Eksport kooperacyjny odróżnia od eksportu pośredniego głównie możliwość kontroli podmiotu zaangażowanego w działania eksportowe. W przypadku eksportu pośredniego, firma nie współtworzy oraz nie ma kontroli nad podmiotem pośredniczącym, natomiast w eksporcie kooperacyjnym jest jednym z jego założycieli i kontroluje go razem z innymi firmami.
Aby kooperacja mogła dojść do skutku i zapewniać korzyści, niezbędne jest dopasowanie współpracujących podmiotów, zarówno pod względem skali prowadzonej działalności, jak i jej profilu. Niezbędne jest również odpowiednie koordynowanie działań, komunikacja oraz zaangażowanie. Eksport kooperacyjny może charakteryzować się wąskim lub szerokim zakresem współpracy. W przypadku tego pierwszego, nowo powstały podmiot działa jak agencja sprzedaży. Gdy kooperacja ma szerszy charakter, podmiot może realizować wiele innych funkcji: wsparcie negocjacyjne, działania marketingowe, pozyskiwanie i analiza danych rynkowych, wsparcie logistyczne.

## Korzyści z wyboru eksportu kooperacyjnego
Ograniczenie ryzyka związanego z wejściem firmy na rynki zagraniczne oraz zwiększenie potencjału firmy poprzez kumulację środków, zasobów (również technologii) oraz kontaktów biznesowych. Zmniejszenie kosztów związanych z wejściem na rynek zagraniczny. Współpraca z podmiotem zagranicznym lub krajowym posiadającym doświadczenie na rynku, na który wchodzi firma, umożliwia również dokładniejsze zbadanie i poznanie rynku.

## Potencjalne bariery i negatywne efekty wynikające z wyboru eksportu kooperacyjnego
Ryzyko związane z udostępnieniem przez firmy swoich zasobów wiedzy, doświadczenia i stosowanych rozwiązań innym podmiotom. Bariery kulturowe, językowe oraz możliwość nieodpowiedniego doboru partnera eksportowego Możliwy jest również konflikt interesów współpracujących przedsiębiorstw, oraz ograniczenie w kształtowaniu swojej strategii eksportowej przez indywidualne podmioty.